# Pierre Chabanceau de La Barre
Pour les articles homonymes, voir De La Barre.
Pierre I Chabanceau de La Barre (vers 1545–1600, Paris) est un membre important d'une famille française de musiciens, actifs principalement à Paris et à la cour de France, de la seconde moitié du XVIe siècle au début du XVIIIe siècle. 

## Biographie
Il fut organiste de l'église Saint-Eustache et de la cathédrale Notre-Dame de Paris jusqu'à sa mort. Comme compositeur, il fut considéré, de son vivant, comme l'égal de Jehan Titelouze ; mais aucune partition d'orgue de sa main ne nous est parvenue.
De ses deux mariages sont nés quinze enfants, dont six étaient encore vivants lors de son décès. Parmi eux figurent :
- Pierre II Chabanceau de La Barre, luthiste et issu de son premier mariage ;
- Pierre III Chabanceau de La Barre (1592-1656), organiste et claveciniste, issu de son second mariage ;
- Claude Chabanceau de La Barre (1570 - vers 1615), qui succède à son père aux grandes orgues de Notre-Dame ;
- Germain Chabanceau de La Barre (1579-1626), qui a été organiste à Saint-Jacques-de-la-Boucherie.

On n'a pas d'informations sur l'activité musicale de ses deux autres fils Jehan (1577-avant 1600) et Michel (1597-après 1600).